# Роналд Кроуфорд (ватерполіст)
Роналд Кроуфорд (англ. Ronald Crawford, 6 грудня 1939 — 20 грудня 2015) — американський ватерполіст.
Учасник Олімпійських Ігор 1960, 1964, 1968 років.
Переможець Панамериканських ігор 1959 року, срібний призер 1963 року.